# 성진환
성진환(成鎭煥, 1981년 1월 13일 ~ )은 대한민국의 가수 겸 배우로, 남성 아카펠라 그룹 스윗 소로우의 전 구성원이었다. 대일외고와 연세대학교 경제학과를 졸업하였다. 건강상의 이유로 스윗소로우를 탈퇴하고 휴식기에 들어갔다.

## 학력
- 서울홍연초등학교
- 신연중학교
- 대일외국어고등학교
- 연세대학교 경제학과

## 음반

#### 참여음반
박기영《Acoustic+Best》(2008)
- I Do(Feat.성진환)

《Life》(2010)
- 포근해

Color of Life(Ivory), (Single) (2010)
- 그대 쪽으로 한뼘 더(Feat.서진영)

Naomi & Goro cafe bossa(Digital single) (2010)
- Bye Bye(Feat.성진환)

정준일 1집《Lo9ve3r4s》(2011)
- Lovers(feat. 임헌일, 용린, 나인, 이장원, 신재평, 박원, 성진환, 권순관, 오지은, 박새별)

김가은 1집《First Fruit》(2012)
- 우리가 사랑할 시간(Feat.성진환)

오지은 3집《(3)》(2013)
- 서울살이는(기타: 성진환)
- 테이블보만 바라봐(Feat.성진환)

## 출연 작품
- MBC시트콤 《그 분이 오신다》(2008년)
- Mnet 《WIDE연예뉴스 The Music - Interview》 MC (2013~)
- tvN 《퍼펙트 싱어 VS》 (2013~)
- MBC 《미스터리 음악쇼 복면가왕》 (2019) 짚신도 짝이 있다는데 내 찍은 가왕? 짚신 (참가자)

## 수상
- 2004년 제16회 유재하 음악 경연대회 수상